# Tweeddale
Pour l'ornithologiste abrégé sous ce nom, voir Arthur Hay (9e marquis de Tweeddale).
Le Tweeddale est un committee area et une région de lieutenance située dans les Scottish Borders, en Écosse. Il tire son nom de la Tweed, et correspond à son bassin supérieur.
Le district de Tweeddale correspond au comté de Peebles.
Le Tweeddale est également le nom d'une subdivision historique de l'Écosse, ayant pour bornes :
- à l'est : le Teviotdale  et les Marches ;
- au sud : le Liddesdale et l'Annandale ;
- à l'ouest : le Clydesdale ;
- au nord : le Lothian.